# Магомедов, Апанди Абдурахманович
Апанди (Эфенди) Абдурахманович Магомедов (6 декабря 1956, Махачкала, Дагестанская АССР, РСФСР, СССР) — советский и российский художник. Работает в авторском жанре «рельефная живопись», который сочетает в себе направления графика, ассамбляж, инсталляция. Народный художник Дагестана (2021), член Союза художников России.
Произведения хранятся в Дагестанском музее изобразительных искусств им. П. С. Гамзатовой, Национальном музее Республики Дагестан им. А. Тахо-Годи (Махачкала), Первой галерее (Дагестан), ГЦСИ, галерее «A-3» (Москва), Московском музее современного искусства, Национальном музее Республики Северная Осетия-Алания, Региональном краеведческом музее им. Н. Мартьянова (Минусинск), частных и корпоративных собраниях России и за рубежом.

## Биография
Апанди Магомедов родился в Махачкале в 1956 году.  Закончил Московский государственный текстильный университет имени А. Н. Косыгина,  несколько лет работал на шелкоткацкой фабрике в Павловском Посаде в Подмосковье. Вернулся на родину, где стал заведовать отделом тканей и ковров в Дагестанском музее изобразительных искусств. Позднее занялся преподавательской деятельностью.

## Трудовая деятельность
- 1976 — Художественное училище им. М. А. Джемала, Махачкала
- 1984 — Московский Текстильный институт. Факультет прикладного искусства. Отделение ткачества, Москва
- 1984 — художник-технолог на шёлкоткацкой фабрике, Павловский Посад
- 1988−1989 — заведующий отделом тканей и ковров в ДМИИ, Махачкала
- 2010−2013 — преподаватель ДИПИДА, Махачкала
- 2013−2014 — доцент кафедры живописи ХГФ ДГПУ, Махачкала
- 2014−2016 — старший преподаватель кафедры «Теория и практика дизайна», Институт финансов и права, Махачкала

## Награды и звания
- Лауреат республиканской премии МК РД им. Джемала в области изобразительного искусства (1996).
- Член Союза художников России[1] (1996)
- Заслуженный художник Дагестана (2001)
- Член Союза дизайнеров России (2008)
- Народный художник Дагестана (2021).

## Творчество
Художник работает в авторском жанре «рельефная живопись». Сюжеты работ находит в горах и в орнаментах народного искусства, в традициях и истории своего родного края, сочетая прошлое и настоящее. Древние ремесла и орнаменты Дагестана переплетаются с современным искусством. У него 12 крупных персональных проектов в Дагестане и России.

## Выставки
Апанди Магомедов выставляется более 20 лет, принял участие в десятках выставок, первая персональная выставка состоялась в 2000 году.
- 2018 - II Международная триеннале современной графики, Новосибирский художественный музей, Новосибирск, Россия[5][6].
- 2013 - «Северо-Кавказская биеннале – 2013», центр «Первая галерея», Каспийск, Республика Дагестан, Россия (куратор экспозиции выставки)[7].
- 2003 — Биеннале на Мальте. Выставка участников, Галерея «А — 3»[8], Москва, Россия;

- 2023 - «Уровни художественного порядка», галерея JART, Москва, Россия[9][10].
- 2017 - Ретрансляция Апанди Магомедова. Юбилейная выставка,  Национальный музей Республики Дагестан им. А. Тахо-Годи, Махачкала, Республика  Дагестан, Россия[11][12].
- 2016 - «Отражение Усиша», Галерея А-3,  Москва, Россия[13].
- 2005 - Dedication №2 («Посвящение №2»), Айдан Галерея, Москва, Россия[14][15].
- 2009 - Мосты, Айдан Галерея, Москва, Россия[16]
- 2007 - Ретроспектива, Дагестанский музей изобразительных искусств им. П.С. Гамзатовой, Дагестан, Россия.
- 2004-2003 - Мавлид. Первая галерея, Махачкала, Республика Дагестан, Россия[17].
- 2002 - Вне времени. Дагестанский музей изобразительных искусств им. П.С. Гамзатовой, Дагестан, Россия.
- 2000 - От белого к чёрному. Галерея А-3, Государственный институт искусствознания, Москва, Россия

- 2022 - 10 ярмарка современного искусства Cosmoscow. Гостиный двор, Москва, Россия[18].
- 2022 - Выставка «Современное изобразительное искусство Ингушетии», Дагестанский музей изобразительных искусств им. П.С. Гамзатовой, Махачкала, Республика  Дагестан, Россия[19].
- 2018 - Transformatio. Современное искусство Дагестана. Музей современного искусства Эрарта, Санкт-Петербург, Россия[20].
- 2014 - Проект "Койсу" в рамках ежегодного совместного проекта в области современного искусства «Вода». Каспийск, Республика Дагестан, Россия[21].
- 2010 - Память. Театр “Школа драматического искусства”. Москва, Россия
- 2010 - Выставка северокавказских художников. Краеведческий музей, Пятигорск, Россия
- 2010 - Визуальное/Умозрительное. ГЦСИ. Москва, Россия[22].
- 2010 - Аланика. ЦДХ. Москва, Россия[23].
- 2009 - Вдохновение ковром. Дагестанский музей изобразительных искусств им. П.С. Гамзатовой. Махачкала, Дагестан
- 2009 - Поверхности. Айдан галерея. Москва, Россия
- 2009 - От штудии к арт-объекту. Московский музей современного искусства. Москва, Россия
- 2009 - Небесные дела. Галерея А-З. Москва, Россия[24].
- 2008 - 20 лет. Галерея А-3. Москва, Россия
- 2008 - Международная выставка “Ковчег”. ЦДХ. Москва, Россия[25].
- 2008 - Вторая Республиканская выставка дизайна “Дизайн 2008”. ВЗ СХ Дагестана. Махачкала, Республика Дагестан, Россия.
- 2008 - Эхо Шанудага. Галерея ВО-АРТ. Махачкала, Республика Дагестан, Россия.
- 2008 - Региональная выставка Юг России. Сочи, Россия
- 2007 - ХV лет. Групповая выставка художников галереи. Айдан галерея. Москва, Россия
- 2007 - Первая республиканская выставка дизайна “Дизайн 2007”. ВЗ СХ Дагестана. Махачкала, Республика Дагестан, Россия.
- 2007 - Новые поступления. ГЦСИ. Москва, Россия
- 2006 - Vienna Fair, Вена, Австрия
- 2004 — Арт-Москва 2004. ЦДХ, Москва, Россия . Первая галерея, Махачкала, Дагестан
- 2002 — Вне времени. Дагестанский музей изобразительных искусств им. П.С. Гамзатовой, Дагестан, Россия.
- 2001 — Круг. Выставка дагестанских художников. Дагестанский музей изобразительных искусств им. П.С. Гамзатовой, Дагестан, Россия.